# Cymothoa exigua
Cymothoa exigua, також відомий як «воша — пожирач язика» (англ. tongue-eating louse), — паразитичне ракоподібне родини Cymothoidae. Як правило досягає розміру 3-4 сантиметри в довжину. Паразит проникає через зябра і прикріплюється до основи язика плямистого рожевого люціана. Він висмоктує кров за допомогою кігтів у своїй передній частині, що призводить до атрофії язика через нестачу крові. Після цього паразит замінює язик риби, прикріплюючи власне тіло до м'язів язика. Риба може користуватися паразитом, як звичайним язиком, і судячи з усього, ніякої шкоди, крім втрати язика, від цього паразита немає . Ніякої небезпеки людям паразит не становить. Це єдиний відомий випадок, коли паразит заміщує орган з усіма його функціями .
Паразит живе переважно біля узбережжя Каліфорнії.